# 8606-os mellékút (Magyarország)
A 8606-os számú mellékút egy bő 13 kilométer hosszú, négy számjegyű mellékút Győr-Moson-Sopron vármegye déli részén; Bogyoszló és a 86-os főút beledi szakasza közt húzódik, feltárva az útjába eső kisebb településeket is.

## Nyomvonala
Bogyoszló belterületének déli szélén ágazik ki a 8604-es útból, annak az 5+450-es kilométerszelvénye közelében, nyugat-délnyugati irányban. Kurta, fél kilométernél rövidebb belterületi szakasza a Szalay Rozália utca nevet viseli – a községi óvoda alapítójának emlékére –, majd miután az utolsó helyi ipartelepet is elhagyja, délnek fordul és kevéssel ezután át is lép a következő, útjába eső település, Potyond területére. A kis község házai között többször is irányt változtat, de a neve végig Szabadság utca marad, és nagyjából másfél kilométer elérése után már külterületek közt folytatódik.
Ezen a szakaszán pontszerűen érinti Sopronnémeti határszélét is, 2,6 kilométer megtételét követően pedig Magyarkeresztúr területére ér. A 4. kilométere közelében éri el a község belterületének északi szélét – ott a Deák Ferenc utca nevet veszi fel –, majd mintegy 300 méter után beletorkollik kelet felől a 8602-es út, amely Szilsárkánytól húzódik idáig. A központban a Kossuth Lajos utca nevet viseli, majd a déli falurészben újabb kereszteződése következik: ott a 8605-ös úttal keresztezik egymást.
Nagyjából a 6. és 7. kilométerei közt az út Magyarkeresztúr és Mihályi határvonalát kíséri, majd Vadosfa területén folytatódik. E község első házait 8,3 kilométer után éri el, ott előbb a Zrínyi Miklós utca nevet viseli, majd találkozik a 8607-es úttal, s a központban rövid közös szakasza következik, Kossuth Lajos utca néven. Miután újra kettéválnak, a 8606-os délnyugatnak folytatódik, Petőfi Sándor utca néven, így is lép ki a településről, kevéssel a 9. kilométere előtt.

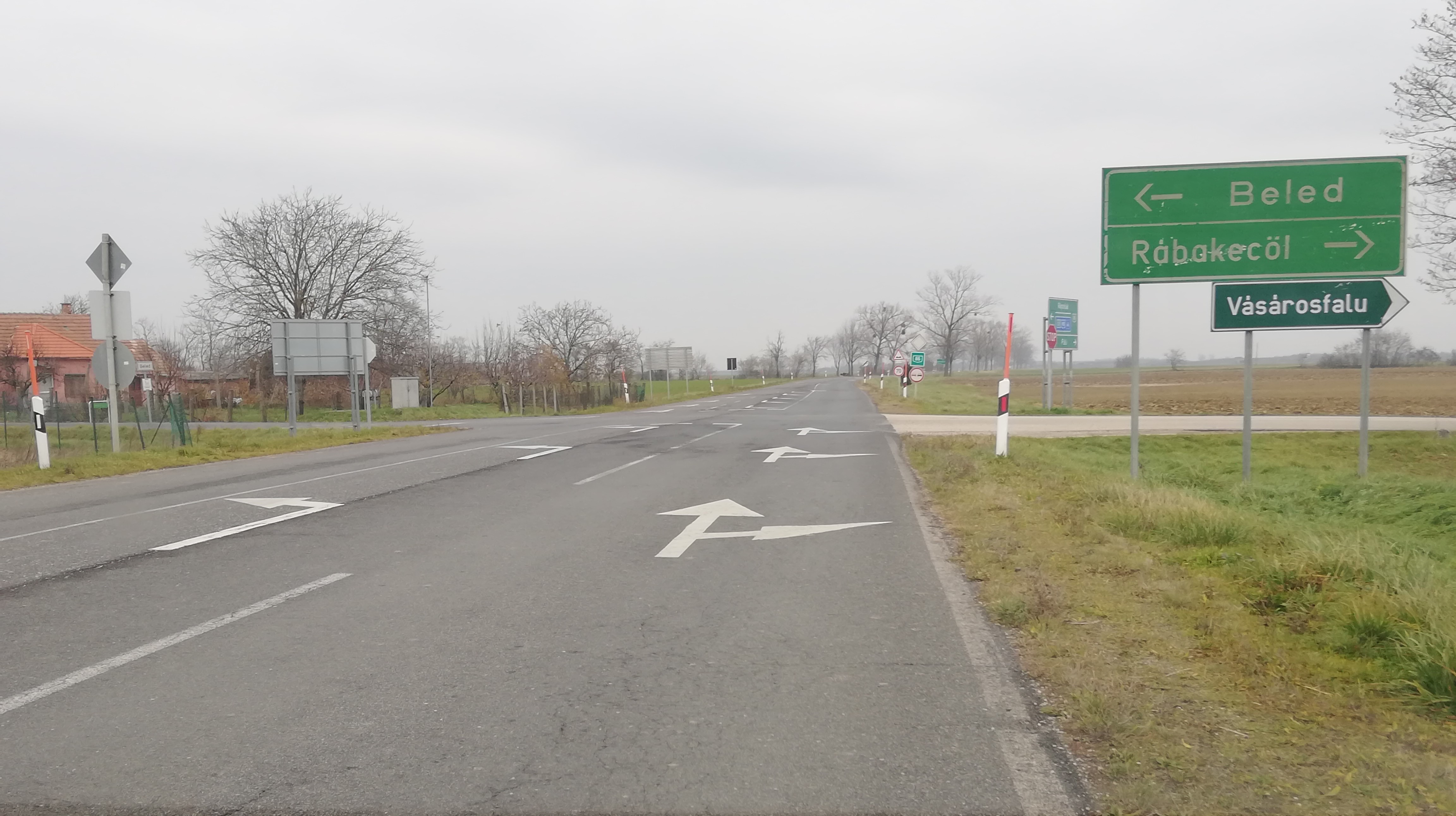
A 8606-os és a 8428-as utak 86-os főúti csomópontja Belednél

9,7 kilométer után szeli át az út Beled északi határát, és nagyjából 11,1 kilométer után éri el Vica településrészt, amelynek keleti széle mellett halad el. Nyugat felől ott beletorkollik a 8609-es út, majd délnek fordul és kevéssel ezután keresztezi a Hegyeshalom–Porpác-vasútvonal vágányait, Vica megállóhely térségének délnyugati széle mellett. 12,2 kilométer után éri el Beled központját, ahol előbb Árpád utca néven húzódik, majd éles irányváltással délkelet felé fordul és a Jókai utca nevet veszi fel; ugyanott kiágazik belőle nyugat felé a 8612-es út. A kisváros belterületének délkeleti szélén ér véget, beletorkollva a 86-os főútba, annak a 125+500-as kilométerszelvénye táján. Egyenes folytatása a 8428-as út, amely innen Vásárosfalun át Rábakecölig vezet.
Teljes hossza, az országos közutak térképes nyilvántartását szolgáló kira.gov.hu adatbázisa szerint 13,208 kilométer.

## Települések az út mentén
- Bogyoszló
- Potyond
- (Sopronnémeti)
- Magyarkeresztúr
- (Mihályi)
- Vadosfa
- Beled

## Képgaléria

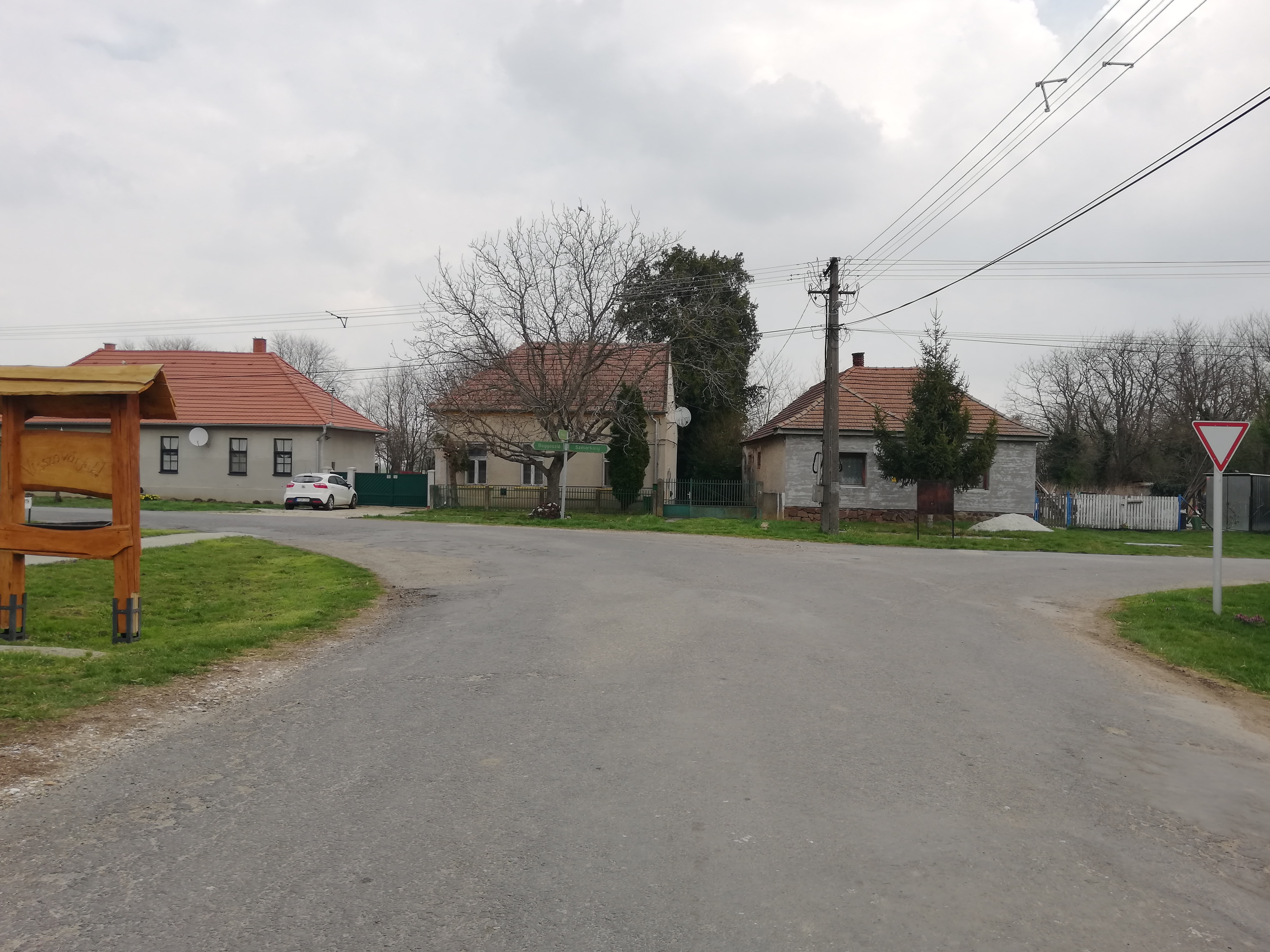
A 8602-es út betorkollása kelet (a képen jobb) felől Magyarkeresztúr északkeleti részén
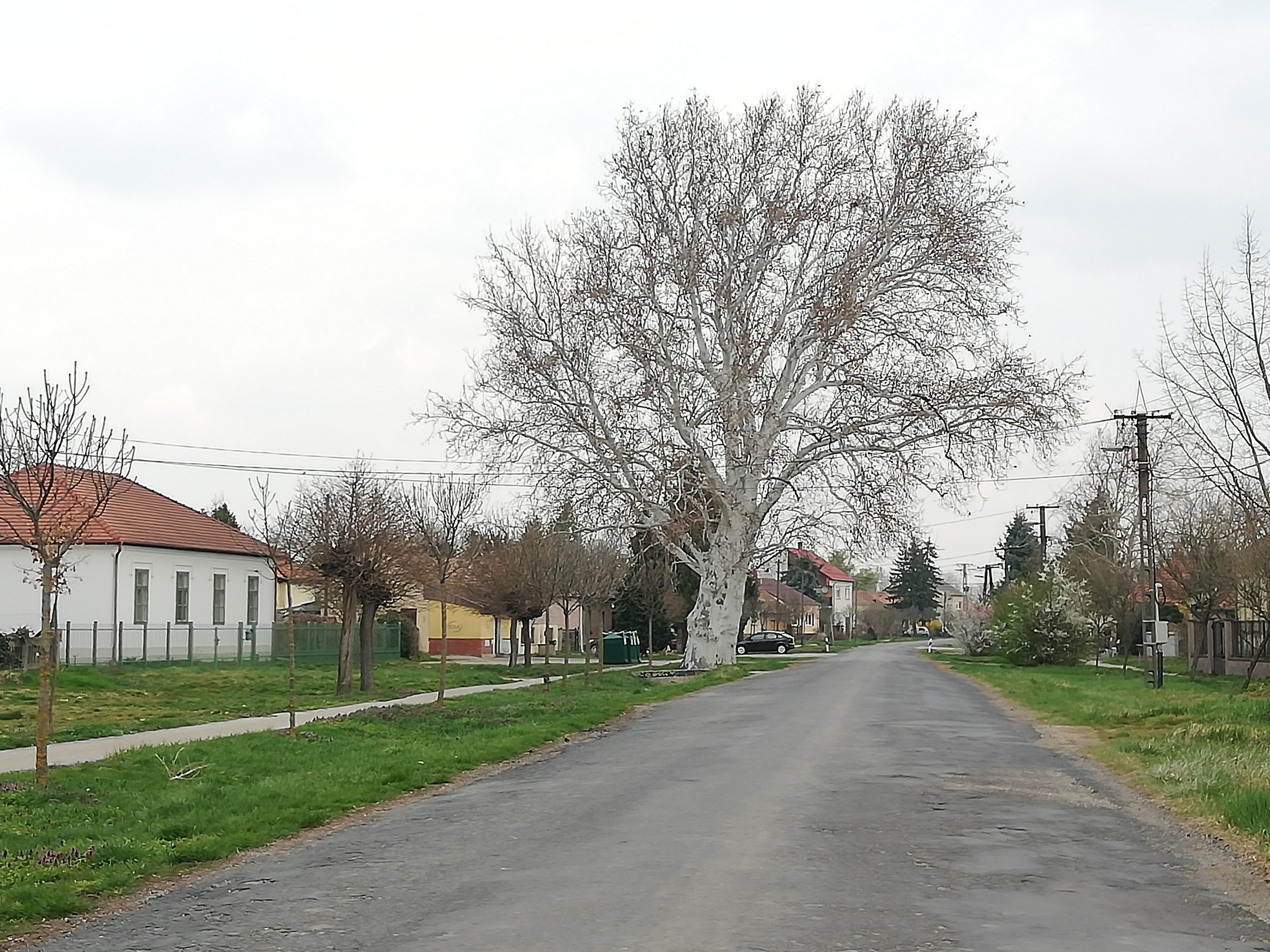
Impozáns platánpáros Magyarkeresztúr főutcáján
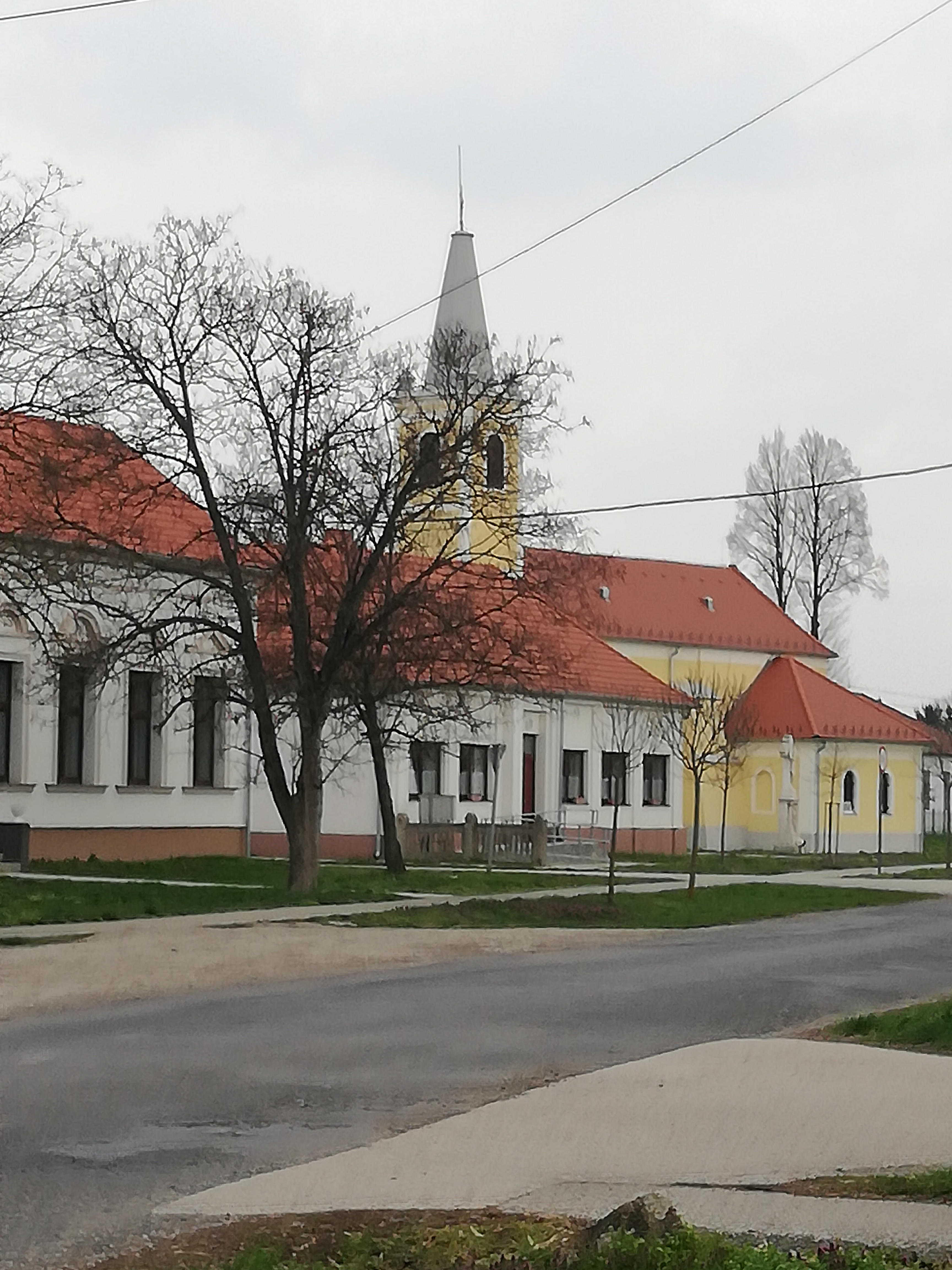
Az út Magyarkeresztúr központjában
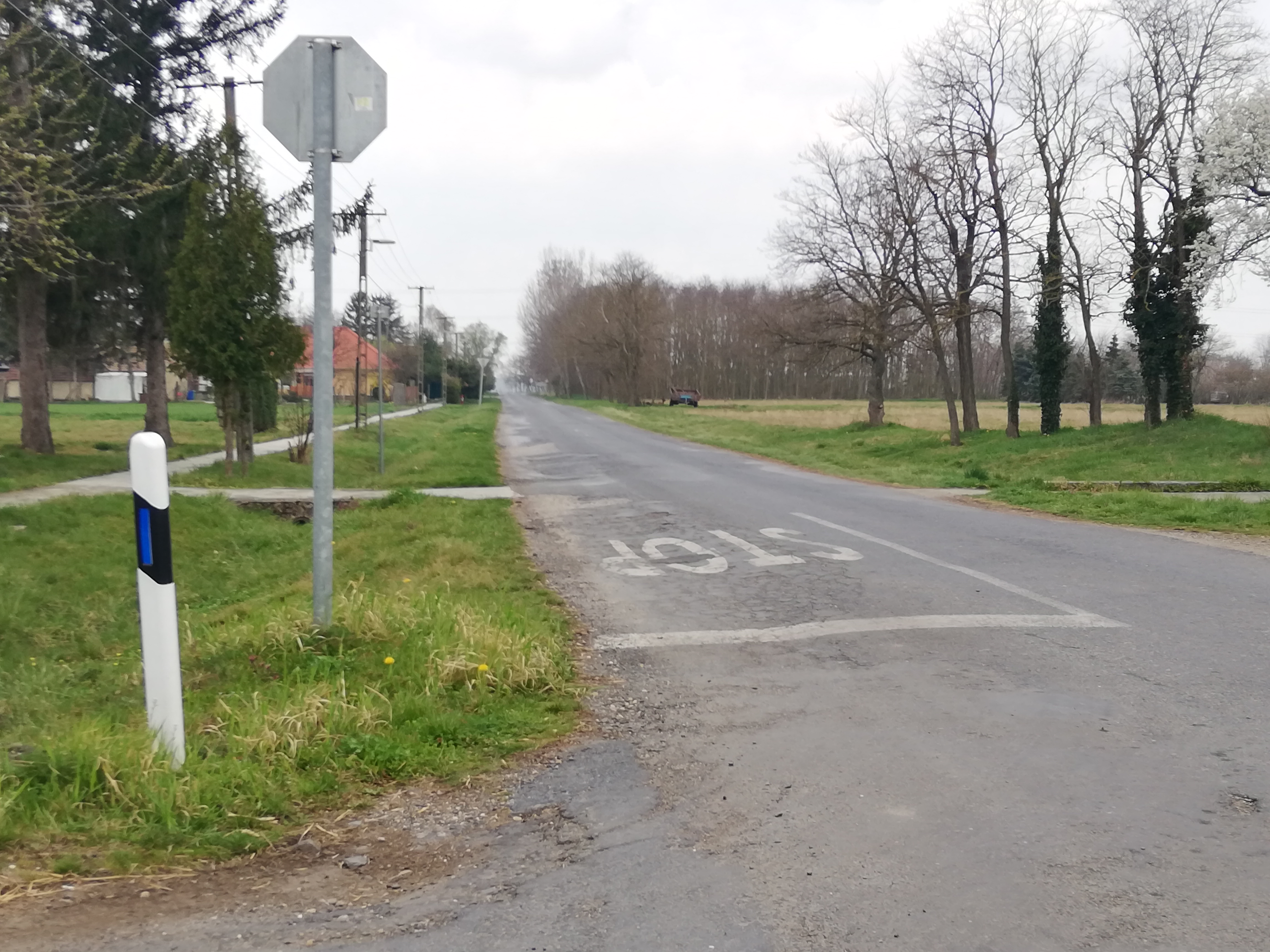
A 8605-ös úttal alkotott keresztezése Magyarkeresztúron, Mihályi felé nézve
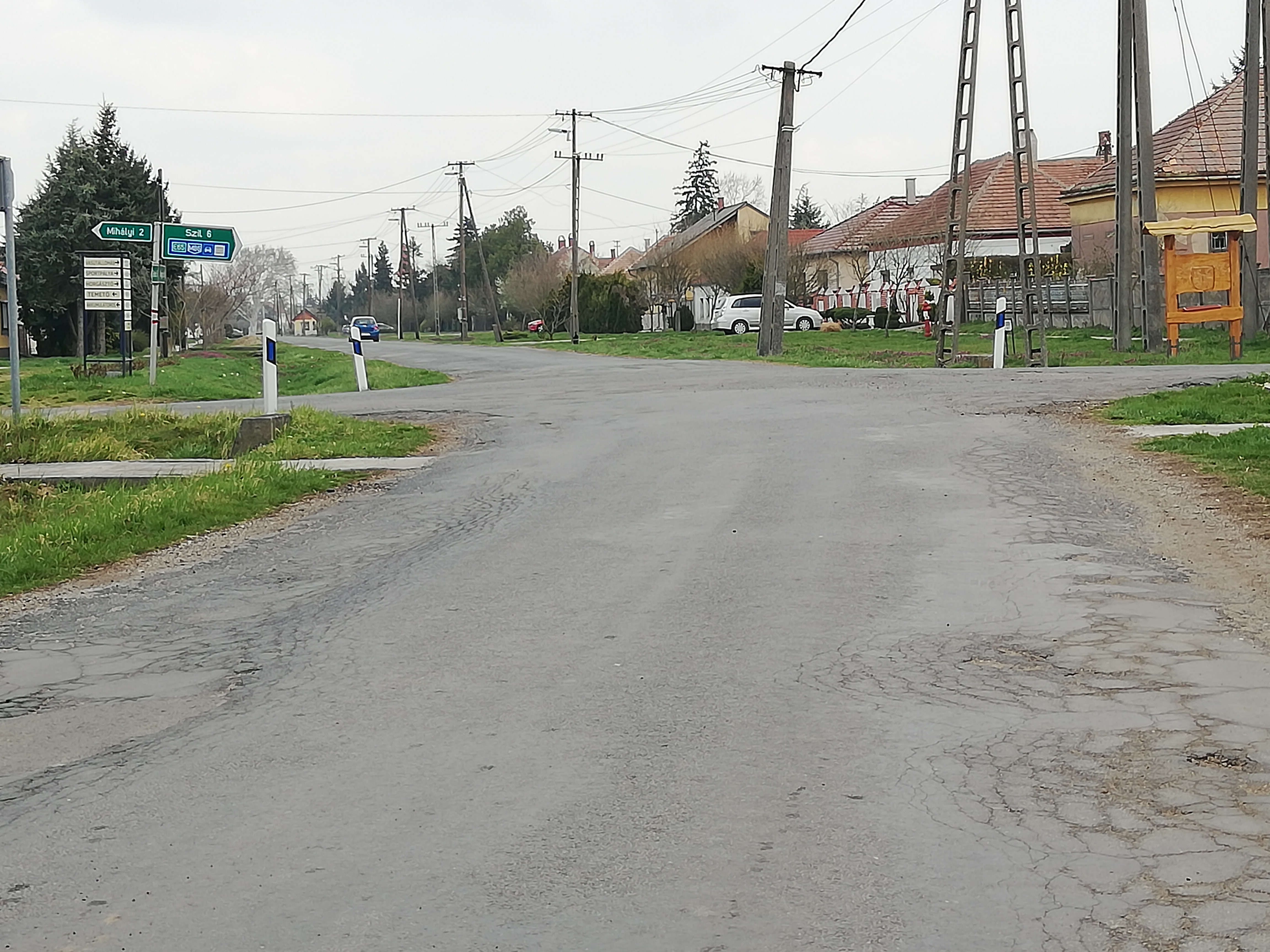
Kereszteződése a 8605-ös úttal Magyarkeresztúr délnyugati részén, Vadosfa felől nézve
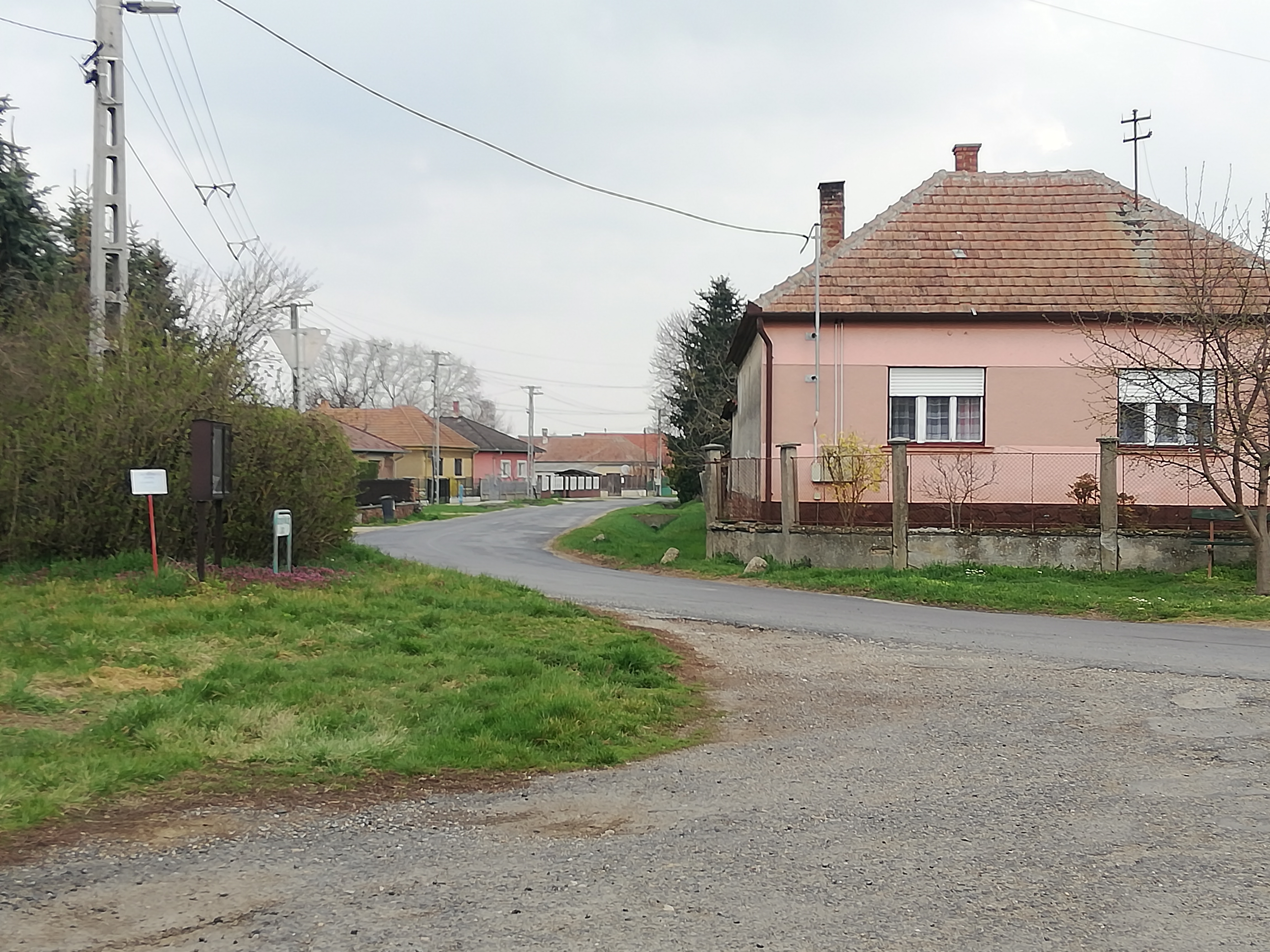
Elágazása Vadosfa északi szélén
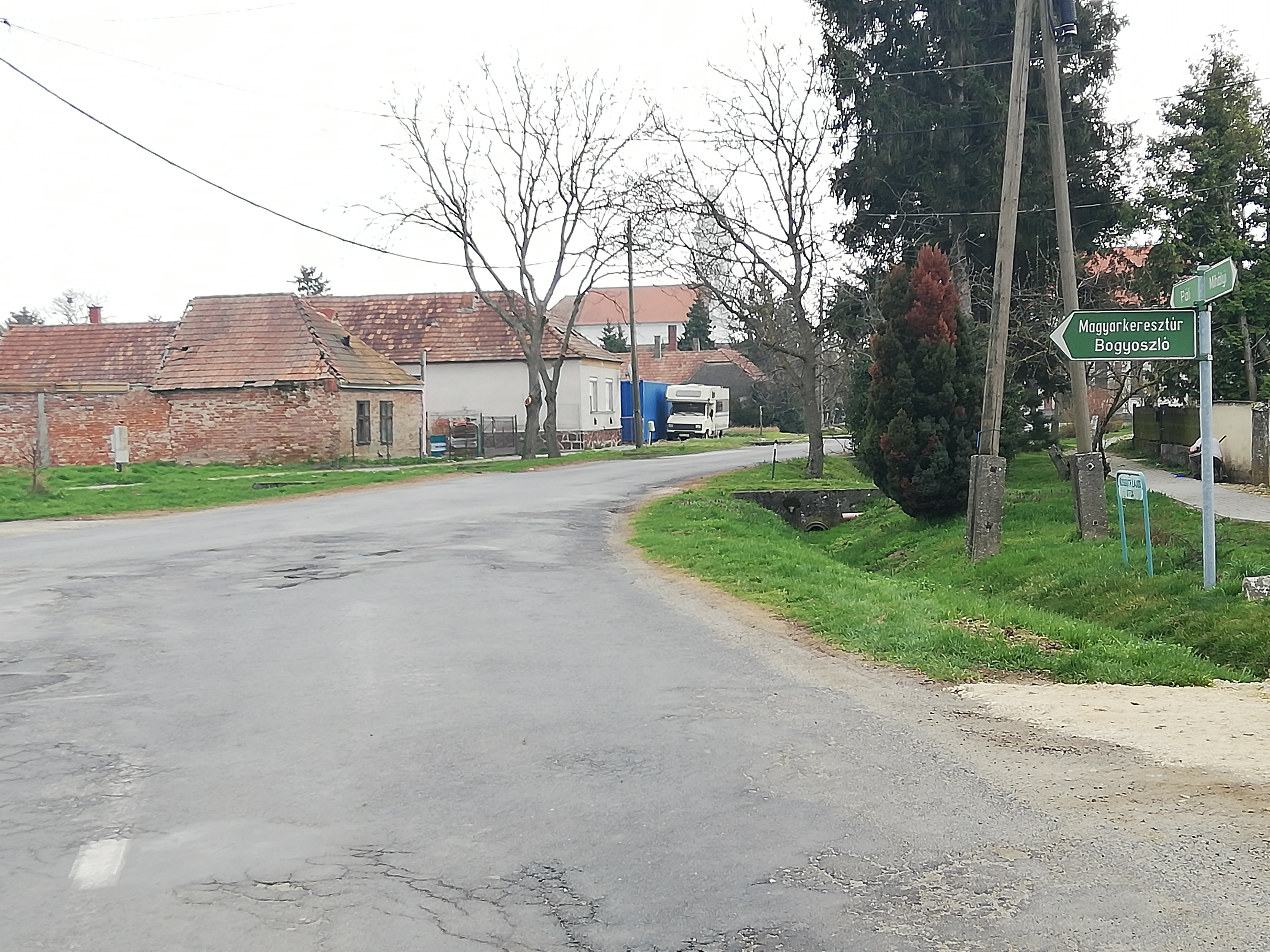
Elágazása Vadosfa északi részén
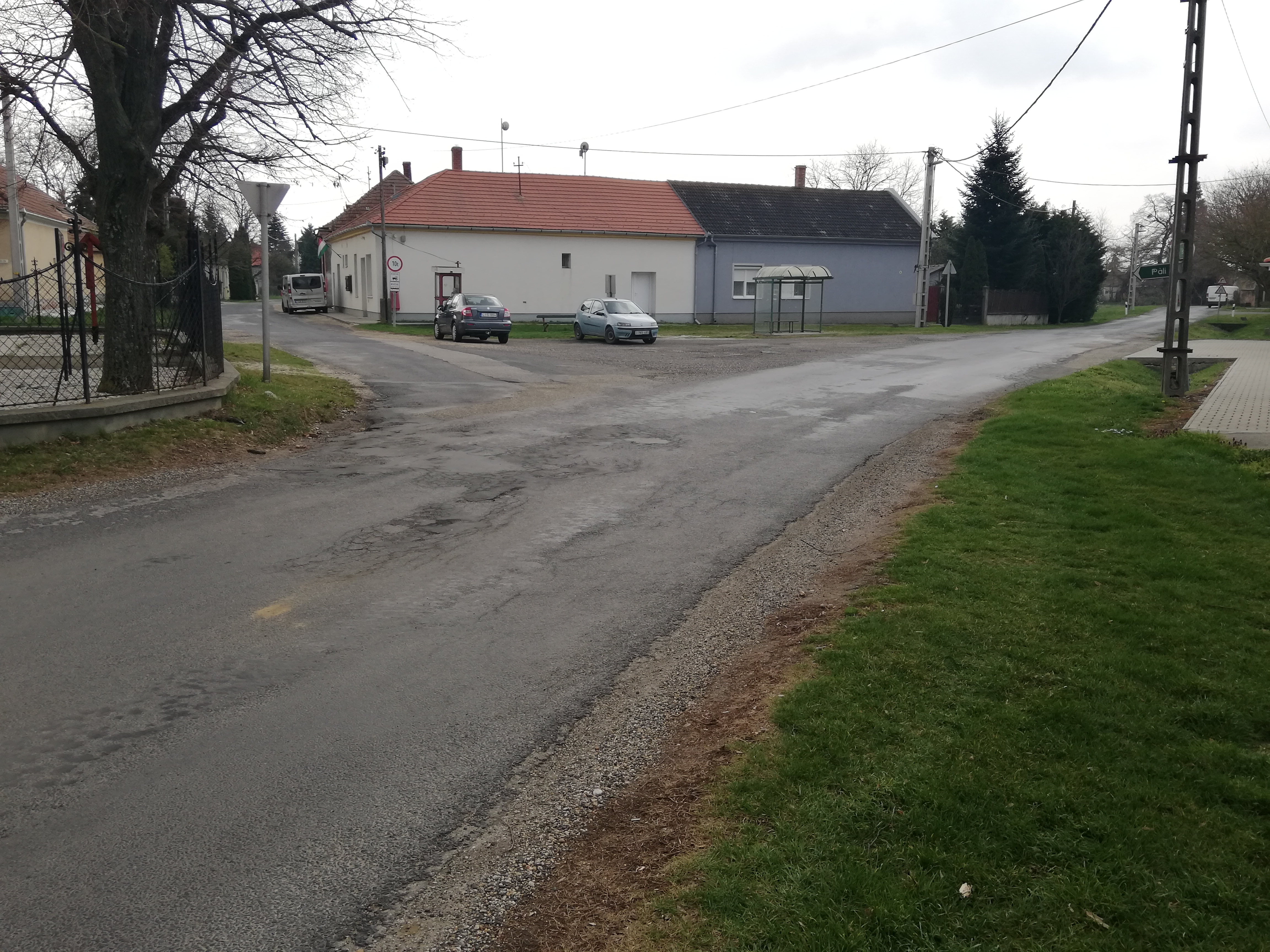
A 8606-os és a 8607-es utak elágazása Vadosfa déli szélén
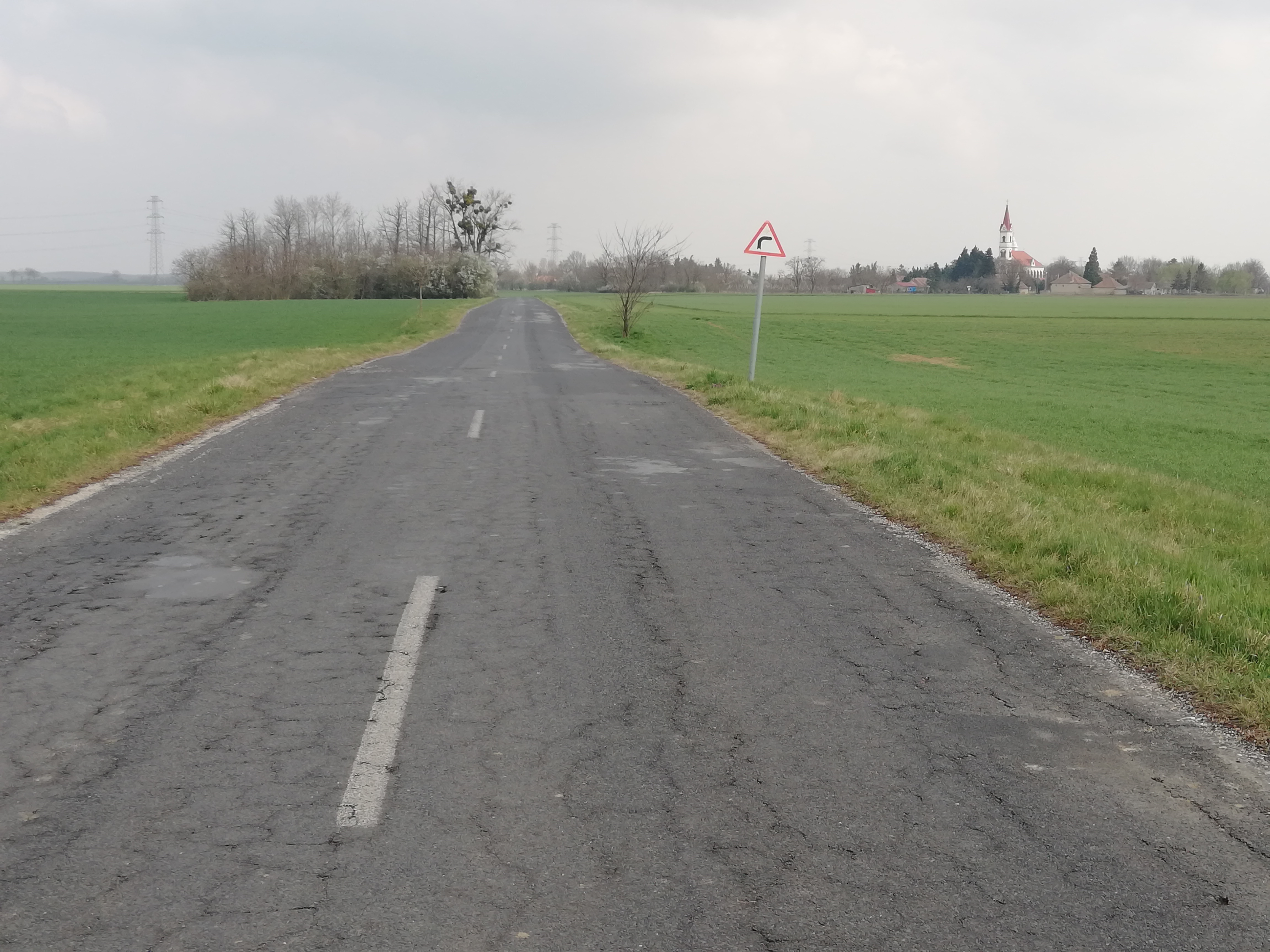
Vadosfa a 8606-os útról, Beled felől
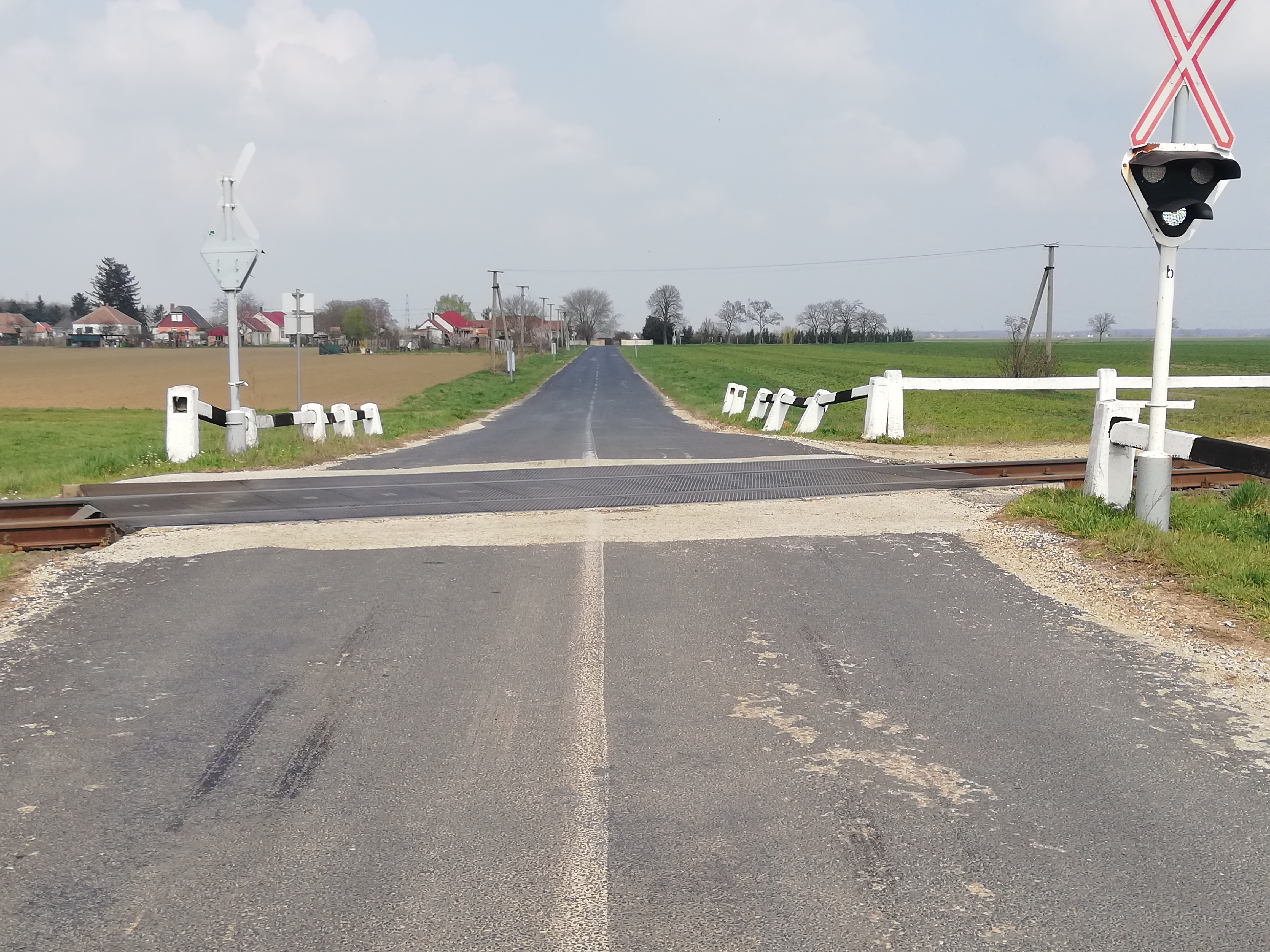
Vasúti keresztezése Vica megállóhely mellett
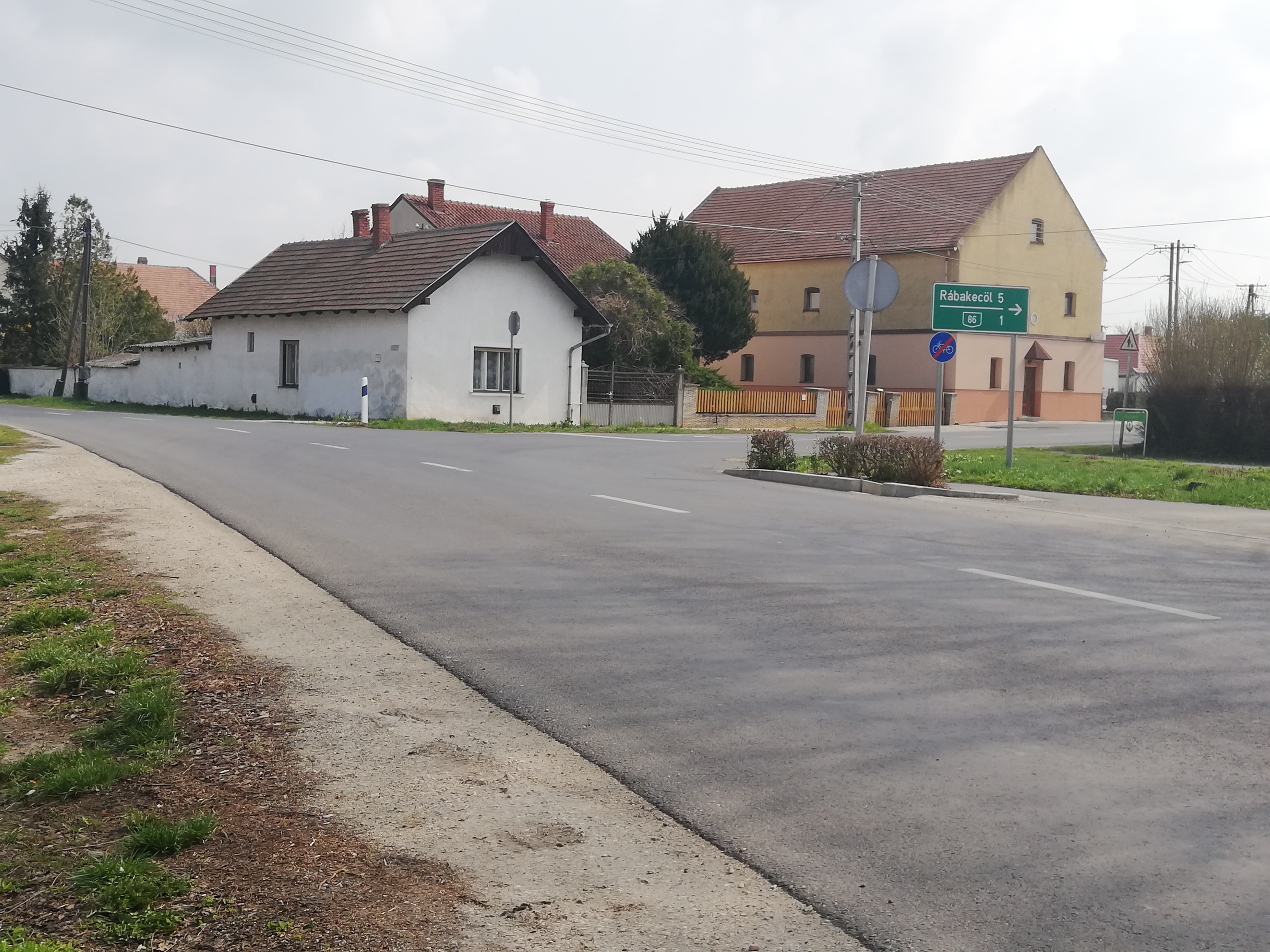
A 8612-es út kiágazásánál, Beled központja felől nézve